# Pasquale Sogner
Pasquale Sogner (Napoli, 1793 – Napoli, 28 dicembre 1842) è stato un compositore italiano.

## Biografia
Era figlio del compositore Tommaso Sogner, di cui fu allievo. Appena diciannovenne diventò maestro al cembalo al Teatro Imperiale di Livorno. Tornato a Napoli verso la fine del 1813, cominciò a scrivere opere e balletti. Si dedicò anche all'insegnamento di canto e composizione.
Secondo il Fétis, verso la fine della vita sarebbe caduto nell'alcolismo e, ritiratosi a Nola, lì sarebbe morto in miseria, ma probabilmente morì a Napoli nel 1842.

## Composizioni

### Opere
- La vedova bizzarra, opera buffa in due atti su libretto di Giuseppe Checcherini, Livorno, Teatro Imperiale, 16 maggio 1809
- Le avventure di Gilotto, dramma giocoso in due atti su libretto proprio, Firenze, Teatro alla Pergola, carnevale 1814 (gennaio)
- Maria Stuarda, ossia I carbonari di Scozia, melodramma eroicomico su libretto proprio, Venezia, Teatro San Moisè, 26 dicembre 1816
- Privazione genera desiderio, ossia Moglie libera e colla corte, opera buffa, Torino, aprile 1816
- Due consigli di guerra in un giorno, melodramma semiserio in un atto, Napoli, Teatro del Fondo, 1819
- Amare per finzione, opera buffa in due atti, Napoli, Teatro Nuovo, primavera 1822
- Generosità e vendetta, Teatro del Fondo, Napoli, 9 marzo 1824
- La cena delle montagne russe, Teatro del Fondo, Napoli, 1832
- Quattro prigionieri e un ciarlatano, opera buffa in due atti, Napoli, Teatr Nuovo, estate 1832
- La figlia cameriera del padre, Napoli, primavera 1834
- Margherita di Fiandra, in due atti, Napoli, 1835
- Guerrino detto il Meschino agli alberi del sole, in tre atti

### Altri lavori teatrali
- Cerere fuggitiva, balletto, Napoli, agosto 1823
- Il ritorno di Aolone, o sia Anacreonte fra le grazie, balletto, Napoli, 19 agosto 1824
- Il fausto ritorno, cantata, Napoli, 17 luglio 1825
- Elisabetta in Kenilworth, balletto, Napoli

### Altro
Sogner era un abile pianista, e il Fétis riferisce che in gioventù aveva anche composto qualche lavoro per pianoforte (tre sonate per piano e violoncello, alcune sonate per piano solo e un concerto) e da camera (trii, quartetti).